# Le Super Bêtisier
Le Super Bêtisier est une émission de télévision française de divertissement diffusée depuis le 24 décembre 2011 sur NRJ 12.
Les quatre premières saisons de l'émission ont été présentées par Clara Morgane et Stéphane Jobert entre 2011 et 2015, ce qui représente les 16 premiers volumes, soit 48 épisodes (chaque volume est divisé en 3 épisodes).
À la suite du changement de direction de la chaîne et à son choix de changement d'image, ils sont remplacés par Anne-Gaëlle Riccio et Adrien Rohard pour deux inédits diffusés pendant la fin d'année 2014 : le Super Bêtisier de Noël ainsi que le Super Bêtisier du 31 en 2014 et remplace définitivement le duo précédent le 16 mai 2015 avec un nouveau plateau.
Martial Betirac remplace Adrien Rohard à partir d'avril 2016 en coanimation avec Anne-Gaëlle Riccio avant d'être seul à la suite de la démission de cette dernière. Lui-même est remplacé par Émilie Picch, chroniqueuse du Mad Mag à la suite de son licenciement le 10 octobre 2016. 
À partir de la rentrée 2017, c'est Camille Cerf, Miss France 2015, qui reprend les rênes de l'émission.
Pour la rentrée 2019 Camille Lacourt rejoint Camille Cerf à l'animation afin de former le nouveau duo de l'émission. Celle-ci change de nom et devient Le Bêtisier des Camille(s).
L'émission n'est pas reconduite pour la saison 2020-2021 et est remplacée par C’pas la fin du monde, animé par Cauet.
Le Super Bêtisier fait son retour le jeudi 22 décembre 2022 et le mardi  27 décembre 2022

## Concept
Installés dans un loft moderne, les animateurs proposent de découvrir les images les plus drôles de l'année. Stars qui dérapent, florilège de gaffes, bourdes, fous rires, chutes, dérapages en tout genre, enfants terribles, animaux incontrôlables, vidéos qui font le buzz... rien ne manque à cette compilation hilarante. Ces séquences inattendues et insolites, qui proviennent de la France et du monde entier, placent cette soirée sous le signe de l'humour, de la détente et du divertissement. Un moment agréable à découvrir en famille.

## Présentateurs
| Animateurs                            | Saison 1 (2011-2012) | Saison 2 (2012-2013) | Saison 3 (2013-2014) | Saison 4 (2014-2015) | Saison 5 (2015-2016) | Saison 6 (2016-2017) | Saison 7 (2017-2018) | Saison 8 (2018-2019) | Saison 9 (2019-2020) |
| ------------------------------------- | -------------------- | -------------------- | -------------------- | -------------------- | -------------------- | -------------------- | -------------------- | -------------------- | -------------------- |
| Clara Morgane et Stéphane Jobert      |                      |                      |                      |                      |                      |                      |                      |                      |                      |
| Anne-Gaëlle Riccio et Adrien Rohard   |                      |                      |                      |                      |                      |                      |                      |                      |                      |
| Anne-Gaëlle Riccio et Martial Betirac |                      |                      |                      |                      |                      |                      |                      |                      |                      |
| Emilie Picch                          |                      |                      |                      |                      |                      |                      |                      |                      |                      |
| Camille Cerf                          |                      |                      |                      |                      |                      |                      |                      |                      |                      |
| Camille Lacourt                       |                      |                      |                      |                      |                      |                      |                      |                      |                      |

## Diffusion
L'émission est diffusée le mercredi à 21h05 sur NRJ12 en ayant pour thème Halloween, Noël, … 
L'émission est souvent rediffusé le week-end qui suit, ou dans la grille lors des vacances scolaires.

## Audiences
| Volume | Jour et horaire de diffusion      | Audience moyenne          | Audience moyenne | Audience moyenne |
| Volume | Jour et horaire de diffusion      | Nombre de téléspectateurs | PDM              |                  |
| ------ | --------------------------------- | ------------------------- | ---------------- | ---------------- |
| 1      | Mardi 24 décembre 2011 à 20:50    | 557 000                   | 4 %              |                  |
| 12     | Samedi 18 janvier 2014 à 20h55    | 386 000                   | 1,6%             |                  |
| 13     | Samedi 1er février 2014 à 20h55   | 384 000                   | 1,6%             |                  |
| 14     | Samedi 8 février 2014 à 20h55     | 516 000                   | 2.2%             |                  |
| Ep 1   | Samedi 23 avril 2016 à 20h55      | 398 000                   | 1,8%             |                  |
| Ep 2   | Samedi 30 avril 2016 à 20h55      | 298 000                   | 1.4%             |                  |
| Ep 3   | Mercredi 21 décembre 2016 à 20h55 | 356 000                   | 1.4%             |                  |